# Dendrolobium
Genre
Dendrolobium est un genre de plantes à fleurs dicotylédones de la famille des Fabaceae, sous-famille des Faboideae, originaire de régions tropicales de l'Ancien Monde : Afrique orientale, Asie du Sud et du Sud-Est, Australasie, qui comprend environ une vingtaine d'espèces acceptées.
Ce sont des arbustes ou de petits arbres, aux feuilles trifoliées, rarement unifoliées, et aux fleurs blanches ou jaune clair.
Une espèce, Dendrolobium dispermum, est endémique de Taïwan.

## Étymologie
Le nom générique, « Dendrolobium », dérive de deux racines grecques : δένδρον, (déndron ), « arbre, bois », et λοβός (lobós), « lobe, capsule, gousse », en référence aux gousses ligneuses.

## Liste d'espèces
Selon The Plant List (6 novembre 2018) :
- Dendrolobium arbuscula (Domin) Ohashi
- Dendrolobium baccatum (Schindl.) Schindl.
- Dendrolobium cheelii (C.A.Gardner) Pedley
- Dendrolobium cumingianum Benth.
- Dendrolobium dispermum (Hayata) Schindl.
- Dendrolobium geesinkii Ohashi
- Dendrolobium lanceolatum (Dunn) Schindl.
- Dendrolobium olivaceum (Prain) Schindl.
- Dendrolobium papuacola Ohashi & T.Nemoto
- Dendrolobium polyneurum (S.T.Blake) Ohashi
- Dendrolobium quinquepetalum (Blanco) Schindl.
- Dendrolobium rostratum (Schindl.) Schindl.
- Dendrolobium rugosum (Prain) Schindl.
- Dendrolobium stipatum S.T.Blake
- Dendrolobium thorelii (Gagnep.) Schindl.
- Dendrolobium triangulare (Retz.) Schindl.
- Dendrolobium umbellatum (L.) Benth.
- Dendrolobium ursinum (Schindl.) Schindl.